# 公方御倉
公方御倉（くぼうおくら）とは、室町幕府における財産の管理・出納を行っていた機関。単に御倉（おくら）とも。長は倉奉行（御蔵奉行・御倉奉行）であったが、実態は京都市中の民間の土倉などから選ばれた納銭方が倉奉行の委託を受けて出納業務を行っていた。
中世の京都は災害や盗賊などの災難に遭う可能性が高かった。そこで、京都在住の武家や公家、庶民は、土倉や質屋のような金融業者や周囲に石垣や堀などを廻らせて防御に優れた寺院に資産を預けてリスクを回避する例も見られる。これは朝廷や幕府についても同様であり、例えば朝廷の財貨を管理する者を禁裏御倉（きんりみくら）、幕府などから支給された伊勢神宮の修繕費用などを管理する者を神宮御倉（じんぐうみくら）と称していた。
元来、室町幕府は花の御所に隣接する足利将軍家の菩提寺・相国寺の倉庫の1つに自前の倉庫を保持して代々倉奉行を務める籾井氏らが管理を行っていたが、明徳4年（1393年）には「洛中辺土散在土倉并酒屋役条々」が出され、幕府が京都の土倉・酒屋に対する一律に役銭課税が開始された後に土倉や酒屋の有力者の中から徴収を担当する納銭方が選ばれた。納銭方となった土倉や酒屋は一旦徴収した税を自己の倉庫に保管していたが、後にその運搬の労を省くために幕府（政所執事あるいは倉奉行）から文書で命令を受けて出納業務を行うようになった。これが公方御倉の由来と考えられている。
公方御倉には酒屋や土倉、味噌屋などから集められた役銭・棟別銭などの租税、各方面から幕府への献上品（武具・紙・漆器・衣類など。幕府の業務で用いる他に家臣などへの贈与や換金して仏事などの諸行事の費用にあてる場合もあった）の管理・出納、幕府公文書の管理などが上げられているが、納銭方の金融業者としての性格からして幕府の財政難の際には一般と同様に納銭方からの借入を行ったものと見られている。
納銭方が御倉に租税が入った際には「請取」を幕府に送付した。幕府が手元にある財物を御倉に預ける際には政所から「送状」が作成されて倉奉行の「下書」を添付して財物とともに御倉に送られ、これに対して御倉の納銭方が「請取」を幕府に送付して受取状とした。幕府から御倉に支払の実施を求める場合には今度は政所が作成し倉奉行が連署した公式な支払命令書が作成されていたが、後には簡略化されて政所が「請取」を作成して倉奉行の「下書」を添付して御倉に送ることで命令書の代わりとすることが行われるようになった。